# 셰인 하퍼
셰인 하퍼(Shane Harper, 1993년 2월 14일 ~ )는 미국의 배우 및 가수이다.

## 출연 작품
- 신은 죽지 않았다 3: 어둠 속의 빛 (2018)
- 언 어프랜티스 (2015)
- 리프트 미 업 (2015)
- 플래티넘 댄스 무비 (2014)
- 해피랜드 (2014)
- 신은 죽지 않았다 (2014)
- 찰리야 부탁해 시즌1 (2010)
- 플립 (2010) - 맷 베이커 역
- 내 이름은 칸 (2010)
- 하이 스쿨 뮤지컬 2 (2007)